# Allium bourgeaui
Allium bourgeaui är en amaryllisväxtart som beskrevs av Karl Heinz Rechinger. Allium bourgeaui ingår i släktet lökar, och familjen amaryllisväxter.

## Underarter
Arten delas in i följande underarter:
- A. b. bourgeaui
- A. b. creticum
- A. b. cycladicum